# Courtney McCool
Pour les articles homonymes, voir McCool.
Courtney McCool est une gymnaste artistique américaine née le 1er avril 1988 à Kansas City.

## Biographie
Lors des Jeux olympiques d'été de 2004 se tenant à Athènes, elle remporte la médaille d'argent dans l'épreuve du concours par équipes en compagnie de ses coéquipières Annia Hatch, Terin Humphrey, Courtney Kupets, Mohini Bhardwaj et Carly Patterson.

## Palmarès
- American Cup 2004 :
  -  2e au concours général